# Йосип Реїч
Йосип Реїч (24 липня 1965) — югославський академічний веслувальник.
Бронзовий призер Олімпійських Ігор 1980 року в складі розпашної двійки зі стерновим.